# Jean Louël
Jean Hippolyte Oscar Louël (Oostende, 3 januari 1914 - Nijvel, 4 oktober 2005) was een Belgisch componist, muziekpedagoog, dirigent en pianist.

## Levensloop
Hij studeerde aan het conservatorium van Oostende bij Toussaint de Sutter, aan het conservatorium van Brugge bij Joseph Ryelandt en aan het Koninklijk Conservatorium van Gent bij meesters zoals Georges Lonque en Martin Lunssens in de vakken contrapunt en fuga. Aan het Koninklijk Conservatorium van Brussel studeerde hij later nog compositie bij Joseph Jongen en orkestdirectie bij Désiré Defauw. Ook aan het Parijse Conservatorium behaalde hij een diploma voor orkestdirectie na onder meer bij Eugène Bigot gestudeerd te hebben.
In 1941 behaalde hij de Belgische Virtuositeitsprijs voor piano en in 1943 de Prix de Rome met de cantate La navigation d'Ulysse.
Na eerst benoemd te zijn aan het conservatorium van Gent als leraar piano verplaatste zijn loopbaan zich vanaf 1941 naar Brussel. Aan het conservatorium te Brussel werd hij leraar harmonieleer en vanaf 1959 leraar compositie aan de Muziekkapel Koningin Elisabeth. Eveneens was hij directeur van de muziekacademies van Aalst en Anderlecht en werd hij in 1956 inspecteur van het muziekonderwijs voor het Vlaamse landsgedeelte.
Hij is lid van de Koninklijke Vlaamse Academie voor Letteren, Wetenschappen en Schone Kunsten van België.
Louël schreef overwegend instrumentale muziek, die van een zeer persoonlijke stijl getuigt. Zijn in 1971 gecomponeerd vioolconcerto werd verplicht werk voor de finalisten van de Internationale Koningin Elisabeth Muziek Wedstrijd.

## Stijl
In zijn composities is vooral zijn verbluffende technische vaardigheid opvallend. Geen enkele moderne richting bezat nog enig geheim voor hem. In een eigen taal trachtte hij alle verworvenheden van deze muziek te verenigen. De muziek van Jean Louël wordt al te weinig uitgevoerd. Ten onrechte, want hij schreef een boeiend en gevarieerd oeuvre bijeen, overwegend kamermuziek of solistisch en vaak bijzonder virtuoos.

## Composities

### Werken voor orkest
- 1942 Fantaisie sur deux chansons de trouvères voor orkest
- 1942 Suite voor kamerorkest
- 1943 Burlesque voor fagot en orkest
- 1945 Concerto nr.1 voor piano en orkest
- 1945 Marche funèbre
- 1945 Marche triomphale
- 1947 Concerto da camera voor fluit en orkest
- 1949 Concerto nr.2 voor piano en orkest
- 1950 Concerto nr.1 voor viool en orkest
- 1968 Eerste Symfonie voor strijkorkest
- 1971 Concerto nr.2 voor viool en orkest
- 1972 Tweede Symfonie voor strijkorkest
- 1983 Concerto voor hoorn en orkest
- 1986 Derde Symfonie voor orkest
- 1986 Concerto voor cello en orkest
- 1992 Concerto voor klarinet en orkest

### Werken voor harmonieorkest
- 1948 Fanfares - Oorlog, Rouw en Vrede
- 1960 Fanfares J.M. (voor Jeugd en Muziek)
- 1973 Toccata et fugue
- 1976 Rapsodie voor Harmonieorkest
- 1980 Triomfmars
- 1985 Treurmuziek
- 1990 Vierde Symfonie - Syrinx
  1. Allegro con brio
  2. Andandte quasi Allegro
  3. Scherzo (Allegro con spirito)
  4. Allegro molto

### Vocaalmuziek met orkest of instrumenten
- 1939 A poor little shepperd voor tenor en piano - tekst: Paul Verlaine
- 1943 La navigation d'Ulysse voor solisten, koren (mannen en vrouwen) en orkest - tekst: Herwig Hensen

### Kamermuziek
- 1935 Sonate voor klarinet en piano
- 1955 Sonatine voor twee violen en piano
- 1958 Quintette voor fluit, hobo, klarinet, hoorn en fagot
- 1960 Sonate voor viool en piano
- 1965 Etude nr.15 voor vier pauken en piano
- 1967 Suite voor fluit, cello, vibrafoon en harp
- 1980 Ritmico ed Arioso voor trombone (of hoorn, of bastrombone, of tuba, of trompet) en piano
- 1984 Quatuor de saxophones voor vier saxofoons
- 1988 Quatuor à cordes voor 2 violen, alt en cello
- 1989 Sonate voor fluit en piano
- 1989 Suite voor 2 trompetten, hoorn, trombone en tuba
- 1990 Quatuor de clarinettes voor vier klarinetten

### Werken voor piano
- 1942 Sonatine voor piano
- 1942 Suite voor piano
- 1972 Toccata voor piano
- 1995 Sonate voor piano

### Werken voor gitaar
- 1975 Malincolico et giocoso
- Canon
- Menuet

### Werken voor hoorn solo
- 1e inventie